# Данилівка (Житомирський район)
Дани́лівка — село в Україні, у Хорошівській селищній територіальній громаді Житомирського району Житомирської області. Населення становить 125 осіб (2001).

## Населення
За даними перепису 2001 року населення села становило 125 осіб, з них усі 100 % зазначили рідною українську мову.

## Історія
До 3 серпня 2016 року село входило до складу Рижанської сільської ради Хорошівського району Житомирської області.